# هيلين إيوستس
هيلين إيوستس (بالإنجليزية: Helen Eustis)‏ هي كاتبة للأطفال ومترجمة وكاتِبة أمريكية، ولدت في 31 ديسمبر 1916 في سينسيناتي في الولايات المتحدة، وتوفيت في 11 يناير 2015 في نيويورك في الولايات المتحدة.

## وصلات خارجية
- هيلين إيوستس على موقع IMDb (الإنجليزية)
- هيلين إيوستس على موقع قاعدة بيانات الفيلم (الإنجليزية)